# أبو جميدة
أبو جميدة قرية سعودية، تتبع محافظة الخرمة بمنطقة مكة المكرمة. تقع شرق مدينة الطائف بمسافة نحو (230) كم.